# راجا باجو
راجا باجو بن السلطان عبد الله معيات شاه (توفي 1676) كان أميرًا من نسل سلاطين ملقا، حكم فهغ كإمارة تابعة لسلطنة جوهر من 1641 إلى 1676. وهو نجل سلطان جوهر السابع عبد الله معيات شاه من زوجته رجا بوتري كامارليا، ابنة سلطان فهغ الحادي عشر أحمد شاه الثاني. عُيِّن وريثًا واضحًا في عهد ابن عمه عبد الجليل شاه الثالث وحصل على لقب يام توان مودا وحاكم فهغ.
بعد أن أسقطت قوات جمبي عاصمة جوهر في باتو سوار عام 1673، فر عبد الجليل شاه الثالث إلى باهاتج وأنشأ مركز إدارته في كوالا باهانج قبل وفاته عام 1676. مات رجا باجاو وترك ابنه راجا إبراهيم الذي أصبح لاحقًا سلطان جوهر وباهانج عام 1676.